# رفد البرك (المخادر)

تعديل مصدري - تعديل

رفد البرك محلة تابعة لقرية المثوة، التابعة لعزلة الشرف بمديرية المخادر إحدى مديريات محافظة إب في الجمهورية اليمنية، بلغ تعداد سكانها 29 حسب تعداد اليمن لعام 2004.